# Mario Sandoval Huertas
Mario Sandoval Huertas (Humanes de Madrid, 30 de enero de 1977) es un cocinero español. Es chef del restaurante Coque de Madrid y que cuenta con dos Estrellas Michelín, tres Soles Repsol y tres "M" de la Guía Metrópoli. Además, es Premio Nacional de Gastronomía por la Real Academia de Gastronomía Española y Presidente de la Federación de Cocineros y Reposteros de España (FACYRE).

## Reseña biográfica
Se formó en la Escuela Superior de Hostelería de Madrid y creció entre los fogones del restaurante familiar que actualmente regenta junto a dos de sus hermanos (Juan Diego y Rafael), donde forma parte de la tercera generación de hosteleros. Al frente del restaurante, además ha desarrollado diferentes actividades empresariales y de investigación, todas relacionadas con la gastronomía.

## Trabajos de investigación
- Hidrólisis del huevo, en colaboración con la doctora Marta Miguel del CSIC en enero del 2014. Esta técnica que se basa en la obtención de ovoproductos con texturas singulares a partir de la hidrólisis de huevo entero, yema de huevo o clara de huevo. Su objetivo es la obtención de texturas singulares y su preparación y adaptación culinaria. Estos productos no incluyen lactosa ni derivados lácteos, lo que resulta beneficioso para una parte importante de la población.

- Extracción de líquidos supercríticos, en febrero de 2015 junto a las doctoras del CIAL (CSIC-UAM) Marta de Miguel, Elena Ibañez y Jose A. Mendiola que ha dado como resultado la posibilidad de convertir los aromas en sabores, trabajando a diferentes temperaturas y presiones. La investigación posibilitó un aroma de trufa totalmente natural obtenido mediante esta revolucionaria técnica.

- Polifenoles de vino tinto, en octubre del 2015 se presentó en San Sebastián Gastronomika una nueva gama de productos en los que hemos estado trabajando junto al grupo Matarromera los últimos cuatro años. Son las tres variedades de polifenoles, los compuestos bioactivos extraídos de la piel de la uva que están llamados a ser actores importantes de la nueva cocina "como sustitutivos de la sal".[2]

- Carne de toro ibérico, en el mes de enero de 2016 en Madrid Fusión, presentamos como sacar provecho y disfrutar de este producto rico, saludable, ecológico y aún desconocido.

- Alimentos vivos, es trabajo presentado también en el escenario principal de Madrid Fusión 2017. Fruto de una ardua investigación sobre alimentos fermenados, probióticos y prebióticos, publica también un libro junto con Miguel A. Almodovar llamado "Fermentados Gourmet".[3]

## Distinciones
- 2003. Premio al Mejor Cocinero de España
- 2003. Primer Premio del VI Certamen Nacional de Gastronomía
- 2004. Premio de la Cámara de Comercio de Madrid al Mejor Empresario de Restauración
- 2004. Ganador del IX Campeonato de Cocineros de España
- 2004. Estrella Michelín
- 2005. Medalla de Plata de la Comunidad de Madrid Bocuse d´Or
- 2010. Chef de l'Avenir por la Academia Internacional de Gastronomía
- 2013. Premio Nacional de Gastronomía al mejor Jefe de Cocina[1]
- 2013. Tres M en la Guía Metrópoli
- 2013. Una estrella Michelin en la Guía Roja Michelin de España y Portugal
- 2016. Embajador de la marca “M Producto Certificado
- 2017. Premio de la Cultura de la Comunidad de Madrid[4]
- 2018. Chef del Año. Premios Gastro y cía del periódico La Razón

## Publicaciones
- 2008 - Cocina para cualquier ocasión - Ed. Planeta
- 2009 - El Gran libro del huevo - Ed. Everest
- 2010 - Mejor comer bien que hacer dieta - Ed. Cúpula (Junto a la Periodista Eva Celada)
- 2014 - Coque, una historia que contar - Ed. Everest
- 2015 - Cooktail - Ed. Montagud (Junto al Bartender Miguel Pérez)
- 2017 - Fermentados Gourmet - Ed. Anaya (Junto al científico Miguel A. Almodóvar)